# Europees kampioenschap voetbal onder 18 - 2001
Het Europees kampioenschap voetbal mannen onder 18 werd gehouden in 2001 in Finland. Er werd gespeeld vanaf 21 tot en met 29 juli 2001. Het toernooi werd voor de eerste keer gewonnen door Polen. In de finale werd Tsjechië met 3–1 verslagen. Spanje werd derde.

## Gekwalificeerde landen
| # | Land        | Gekwalificeerd als    |
| - | ----------- | --------------------- |
| 1 | Finland     | Gastland              |
| 2 | Oekraïne    | Winnaars tweede ronde |
| 3 | België      | Winnaars tweede ronde |
| 4 | Polen       | Winnaars tweede ronde |
| 5 | Tsjechië    | Winnaars tweede ronde |
| 6 | Denemarken  | Winnaars tweede ronde |
| 7 | Joegoslavië | Winnaars tweede ronde |
| 8 | Spanje      | Winnaars tweede ronde |

## Stadions
| Helsinki                          | · Helsinki Vantaa Tampere | Valkeakoski                       |
| --------------------------------- | ------------------------- | --------------------------------- |
| Finnairstadion Capaciteit: 10.770 | · Helsinki Vantaa Tampere | Tehtaan kenttä Capaciteit: 5.000  |
|                                   | · Helsinki Vantaa Tampere |                                   |
| Vantaa                            | · Helsinki Vantaa Tampere | Tampere                           |
| Pohjolastadion Capaciteit: 4.700  | · Helsinki Vantaa Tampere | Tamperestadion Capaciteit: 16.800 |
|                                   | · Helsinki Vantaa Tampere |                                   |

## Groepsfase

### Groep A
| Pos. | Land        | GW | W | G | V | DV | DT | +/− | Ptn. |
| ---- | ----------- | -- | - | - | - | -- | -- | --- | ---- |
| 1    | Tsjechië    | 3  | 3 | 0 | 0 | 8  | 3  | +5  | 9    |
| 2    | Joegoslavië | 3  | 2 | 0 | 1 | 10 | 6  | +4  | 6    |
| 3    | Oekraïne    | 3  | 0 | 1 | 2 | 4  | 6  | –2  | 1    |
| 4    | Finland     | 3  | 0 | 1 | 2 | 6  | 13 | –7  | 1    |

|              |                |     |              |                                                                 |
| 21 juli 2001 | Finland        | 1–1 | Oekraïne     | Finnairstadion, Helsinki Scheidsrechter: Helmut Fleischer (GER) |
| 21 juli 2001 | Scheweleff 84' |     | 49' Karabkin | Finnairstadion, Helsinki Scheidsrechter: Helmut Fleischer (GER) |

|              |           |     |             |                                                                                  |
| 21 juli 2001 | Tsjechië  | 1–0 | Joegoslavië | Finnairstadion, Helsinki Toeschouwers: 869 Scheidsrechter: Massimo Busacca (SUI) |
| 21 juli 2001 | Řehák 24' |     |             | Finnairstadion, Helsinki Toeschouwers: 869 Scheidsrechter: Massimo Busacca (SUI) |

|              |            |     |                                             |                                                                                      |
| 23 juli 2001 | Finland    | 1–4 | Tsjechië                                    | Finnairstadion, Helsinki Toeschouwers: 6.237 Scheidsrechter: Massimo De Santis (ITA) |
| 23 juli 2001 | Sjölund 6' |     | 14' Dujka 44' Koubský 57' Trojan 58' Čoupek | Finnairstadion, Helsinki Toeschouwers: 6.237 Scheidsrechter: Massimo De Santis (ITA) |

|              |             |     |                              |                                                                            |
| 23 juli 2001 | Oekraïne    | 1–2 | Joegoslavië                  | Pohjolastadion, Vantaa Toeschouwers: 538 Scheidsrechter: Éric Poulat (FRA) |
| 23 juli 2001 | Pintšuk 24' |     | 35' Damjanović 79' Misimović | Pohjolastadion, Vantaa Toeschouwers: 538 Scheidsrechter: Éric Poulat (FRA) |

|              |                                                                           |     |                                         |                                                                                    |
| 25 juli 2001 | Joegoslavië                                                               | 8–4 | Finland                                 | Finnairstadion, Helsinki Toeschouwers: 4.753 Scheidsrechter: Attila Hanacsek (HUN) |
| 25 juli 2001 | Damjanović 20', 49' Cilinšek 23' Misimović 38' Lazović 53', 65', 68', 82' |     | 51', 74' Sjölund 54' Peteri 62' Okkonen | Finnairstadion, Helsinki Toeschouwers: 4.753 Scheidsrechter: Attila Hanacsek (HUN) |

|              |                                   |     |                     |                                                                                  |
| 25 juli 2001 | Tsjechië                          | 3–2 | Oekraïne            | Pohjolastadion, Vantaa Toeschouwers: 468 Scheidsrechter: Martin Ingvarsson (SWE) |
| 25 juli 2001 | Bystroň 63' Koubský 69' Hudec 84' |     | 51' Motuz 56' Kutas | Pohjolastadion, Vantaa Toeschouwers: 468 Scheidsrechter: Martin Ingvarsson (SWE) |

### Groep B
| Pos. | Land       | GW | W | G | V | DV | DT | +/− | Ptn. |
| ---- | ---------- | -- | - | - | - | -- | -- | --- | ---- |
| 1    | Polen      | 3  | 2 | 1 | 0 | 8  | 4  | +4  | 7    |
| 2    | Spanje     | 3  | 2 | 0 | 1 | 5  | 5  | 0   | 6    |
| 3    | België     | 3  | 1 | 1 | 1 | 4  | 4  | 0   | 4    |
| 4    | Denemarken | 3  | 0 | 0 | 3 | 2  | 6  | –4  | 0    |

|              |                                             |     |            |                                                                     |
| 22 juli 2001 | Polen                                       | 4–1 | Spanje     | Tehtaan kenttä, Valkeakoski Scheidsrechter: Martin Ingvarsson (SWE) |
| 22 juli 2001 | Nawotczyński 14', 90' Madej 16' Grzelak 41' |     | 23' Perona | Tehtaan kenttä, Valkeakoski Scheidsrechter: Martin Ingvarsson (SWE) |

|              |                                 |     |            |                                                                   |
| 22 juli 2001 | België                          | 2–0 | Denemarken | Tehtaan kenttä, Valkeakoski Scheidsrechter: Attila Hanacsek (HUN) |
| 22 juli 2001 | Aelbrecht 56' Djamba-Shango 90' |     |            | Tehtaan kenttä, Valkeakoski Scheidsrechter: Attila Hanacsek (HUN) |

|              |            |     |            |                                                                |
| 24 juli 2001 | Spanje     | 1–0 | Denemarken | Tamperestadion, Tampere Scheidsrechter: Helmut Fleischer (GER) |
| 24 juli 2001 | Perona 87' |     |            | Tamperestadion, Tampere Scheidsrechter: Helmut Fleischer (GER) |

|              |                 |     |                   |                                                               |
| 24 juli 2001 | Polen           | 1–1 | België            | Tamperestadion, Tampere Scheidsrechter: Massimo Busacca (SUI) |
| 24 juli 2001 | Kaźmierczak 82' |     | 78' Djamba-Shango | Tamperestadion, Tampere Scheidsrechter: Massimo Busacca (SUI) |

|              |                              |     |                         |                                                           |
| 26 juli 2001 | Denemarken                   | 2–3 | Polen                   | Tamperestadion, Tampere Scheidsrechter: Éric Poulat (FRA) |
| 26 juli 2001 | Beierholm 5' Benjaminsen 57' |     | 18', 28' Zawadzki Żytko | Tamperestadion, Tampere Scheidsrechter: Éric Poulat (FRA) |

|              |                            |     |              |                                                                     |
| 26 juli 2001 | Spanje                     | 3–1 | België       | Tehtaan kenttä, Valkeakoski Scheidsrechter: Massimo De Santis (ITA) |
| 26 juli 2001 | Perona 8', 76', 90' (pen.) |     | 31' Walasiak | Tehtaan kenttä, Valkeakoski Scheidsrechter: Massimo De Santis (ITA) |

## Knock-outfase

### Troostfinale
|              |                 |     |                                             |                                                                                    |
| 29 juli 2001 | Joegoslavië     | 2–6 | Spanje                                      | Finnairstadion, Helsinki Toeschouwers: 1.257 Scheidsrechter: Massimo Busacca (SUI) |
| 29 juli 2001 | Bihorac 5', 46' |     | 2' Arteta 21', 58', 87' Perona 43', 77' Elá | Finnairstadion, Helsinki Toeschouwers: 1.257 Scheidsrechter: Massimo Busacca (SUI) |

### Finale
|              |            |     |                                            |                                                            |
| 29 juli 2001 | Tsjechië   | 1–3 | Polen                                      | Finnairstadion, Helsinki Scheidsrechter: Éric Poulat (FRA) |
| 29 juli 2001 | Trojan 39' |     | 26' Nawotczyński 89' Madej 90' Łobodziński | Finnairstadion, Helsinki Scheidsrechter: Éric Poulat (FRA) |